# Лолот
Лолот, или Перец-лолот (лат. Piper lolot) — вид растений рода Перец семейства Перечные.
Лолот — вьющееся растение, достигает высоты 45-60 см, с белыми цветками.
Лолот произрастает Юго-Восточной Азии, родиной вида является полуостров Индокитай. Жители Вьетнама, Лаоса и Северо-Восточного Таиланда используют листья лолота в своей кухне при приготовлении мяса, также листья экспортируют в США, в основном, для лаосской и вьетнамской общин. Кроме того, листья лолота используются в лечебных и косметических целях: укусы змей, воспаление, расстройства желудка и т. д.